# ブリュッセル地下鉄
ブリュッセル地下鉄(フランス語: Métro de Bruxelles, オランダ語: Brusselse metro) は、ベルギーの首都ブリュッセルの地下鉄である。3本の地下鉄路線（うち2路線は共通の区間がある）、および2本の「プレメトロ」（地下を走るトラムで、将来的には本格的な地下鉄に転用できるようになっている。）および一般の路面電車の数本の短い地下区間からなり、全体で50kmの地下の路線と68の地下駅がある。
最初の2路線の共通区間のほとんどは、1969年12月17日に路面電車の車両を使用した「プレメトロ」として運行が始まり、1976年に本格的な地下鉄（2本の支線をもつ1本の路線として）に転換された。
ブリュッセル地下鉄はブリュッセル首都圏交通（フランス語略称：STIB、オランダ語略称：MIVB）によって運営されている。

## 歴史

ブリュッセル地下鉄の開業の歴史

最初の地下を走るトラム区間(プレメトロ)は1965年から1969年にかけて建設された。1970年には2番目の路線が開業した。1972年にはディアマン地下駅が開業し、1975年には「外環線」がボワロー駅まで延長された。その後、この地下区間は延長されていない。現在、トラムの7系統と25系統が走っている。1974年には中心部のロジェ駅が開業した。
1976年9月20日、最初の地下鉄が開業した。東西に走る路線で2つの支線にわかれ、1本はドゥ・ブルケールからボーリュー（オーデルゲム）を結び、もう1本はドゥ・ブルケールからトンベルク（ウォルウェ・サンランベール）を結んだ。同じ年に、ブリュッセル北駅とルモニエを結ぶ南北方向のプレメトロ路線も開業した。1977年には、ドゥ・ブルケールからセント・カトリーヌ駅までと、ボーリューからドゥメイまでが延長された。
地下鉄の開発の次のステップは、1981年のモレンベーク・サン・ジャンにおける3つの駅の開業である。1982年には、1号線が2つの路線に分割された。1A線はボクステルからドゥメイ、1B線はサン・ギドンからアルマまでとなった。1985年には、1A線はエゼル（万国博会場およびエゼル競技場付近）とエルマン・ ドゥブローまで延長された。同じ年、1B線がVeeweydeまで、プレメトロがルイーズまで開業した。翌年、プレメトロがシモニまで延長され、1988年にはブリュッセル南駅まで開業し、地下鉄2号線となった。同じ1988年には、1B線はストッケルまで延長された。1B線のもう一方の終点は1992年にビゼまで延長された。1993年に2号線はクレメンソーまで延長された。南北軸のプレメトロも5駅延長された。
1998年には、1A線のボードワン国王駅が開業し、2003年には1B線がエラスムスまで4駅延長された。2号線は2006年にドラクロワまで、2009年にブリュッセル西駅まで延長され、既存路線と接続して環状路線となった。

## 施設

### 路線および駅
ブリュッセル地下鉄には、1A線（ラインカラー：黄色）、1B線（赤）、2号線（オレンジ）の3本の路線がある。1A線と1B線は、市内中心部でトンネルを共用し、市の東のメロード駅で南北方向にわかれる。北方向はストッケル、南方向はエルマン・ ドゥブローに至る。西側では、川を渡ってすぐに別れ、北はボードワン国王駅、南はエラスムスへ向かう。
2号線は準環状線で、1A線の北西のシモニから東に向かい、環状道路に沿って南下し、1A/1B線とアールロワで接続する。さらに環状道路に沿って西へ向かい、ブリュッセル南駅を経て、ブリュッセル西駅で1B線に接続する。この路線を走る系統は1B・1A線に直通し、再びシモニに至る。シモニには2ヶ所のホームがあるため、2号線の方を「Elisabeth」と表記することがある。
2008年現在、プレメトロを除いて59の駅がある。

### 運行系統
2014年3月現在、以下の4系統が運行されている。
- 1系統：ブリュッセル西駅 - ブリュッセル中央駅 - メロード　- ストッケル
- 2系統：シモニ - ブリュッセル西駅 - ブリュッセル南駅 - アールロワ - Elisabeth（シモニ）
- 5号線：エラスムス - ブリュッセル西駅 - ブリュッセル中央駅 - メロード　- エルマン・ ドゥブロー
- 6系統：ボードワン国王駅 - シモニ - ブリュッセル西駅 - ブリュッセル南駅 - アールロワ - Elisabeth（シモニ）

欠番となっている3,4系統は、市中心部で地下線を経由するプレメトロが使用している。

### 2009年の計画

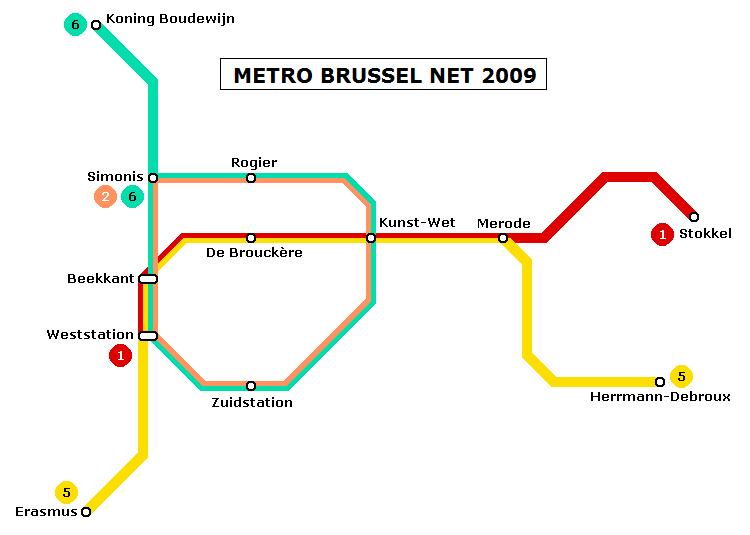
2009年の開発計画

2009年までの開発計画は、2005年7月にブリュッセル首都地域で承認された。この計画では、4本の地下鉄と、2本のトラム・メトロ路線が2009年までに開業する予定になっている。
- 1号線：ブリュッセル西駅からストッケルまで
- 2号線：シモニを起点・終点とする、環状線の完成。
- 3号線：43mの車両長で5分間隔で走る地下鉄に準じたトラム。チャーチルからブリュッセル北駅までの南北軸として機能する。
- 4号線：ストールからエスプラナードまでの南北軸のトラム・メトロ線
- 5号線：エラスムスからエルマン・ ドゥブローまで
- 6号線：ボードワン国王駅からシモニまで（2号線の環状線を含む）

トラムとバスの路線網も大幅な変更の計画がある。南北軸は終日3号線・4号線のみになる。55号線と56号線はロジェ止まりになる。52号線は、北部では4号線に代わられ、南部では56号線・82号線・32号線に代わる。
この計画により既に変更があったのは24号線・25号線である。2007年4月より、新設の25号線がロジェからブンダル駅まで開通した。ロジェからバイルまでは90号線に沿って、その後外環道路を外れ、ソルボッヒのブリュッセル自由大学のキャンパスへ向かう。その前にできた24号線は、日中のトラムの存在を強化した。その路線はスカルベークとVanderkindereを結ぶ。

### MoBIB
MoBIBは、2007年に導入されたSTIB/MIVBの非接触型ICカードである。現在、全ての地下鉄駅・バス・トラムにカードリーダーが設置されている。